# Celrà
Celrà este o localitate în Spania în comunitatea Catalonia în provincia Girona. În 2005 avea o populație de 3.218 locuitori.
1. ↑  Nomenclátor Geográfico de Municipios y Entidades de Población (20240402 edition)
2. ↑   https://www.elpuntavui.cat/politica/article/17-politica/1926749-cornella-deixa-l-alcaldia-de-celra-per-dedicar-se-plenament-al-parlament.html Lipsește sau este vid: |title= (ajutor)
3. 1 2   http://www.idescat.cat/pub/?id=aec&n=925&t=2016 Lipsește sau este vid: |title= (ajutor)